# Javlon Guseynov
Javlon Guseynov (24 giugno 1991) è un calciatore uzbeko, difensore del Persita Tangerang.

## Carriera
Ha giocato nella massima serie dei campionati uzbeko ed indonesiano.

## Palmarès

### Club

#### Competizioni nazionali
- Coppa dell'Uzbekistan: 1

AGMK Olmaliq: 2018